# Borgo di Terzo
Borgo di Terzo ist eine italienische Gemeinde (comune) mit 1196 Einwohnern (Stand 31. Dezember 2023) in der Provinz Bergamo, Region Lombardei.
Von 1928 bis 1947 war sie gemeinsam mit Berzo San Fermo, Grone und Vigano San Martino zur Gemeinde Borgounito vereinigt.

## Geographie
Der Ort liegt ungefähr 20 km nordöstlich der Provinzhauptstadt Bergamo, etwa 3 km südlich des Lago di Endine und rund 8 km (Luftlinie) westlich des Lago d’Iseo.
Die Nachbargemeinden sind Albino, Berzo San Fermo, Entratico, Luzzana und Vigano San Martino.

## Einzelnachweise

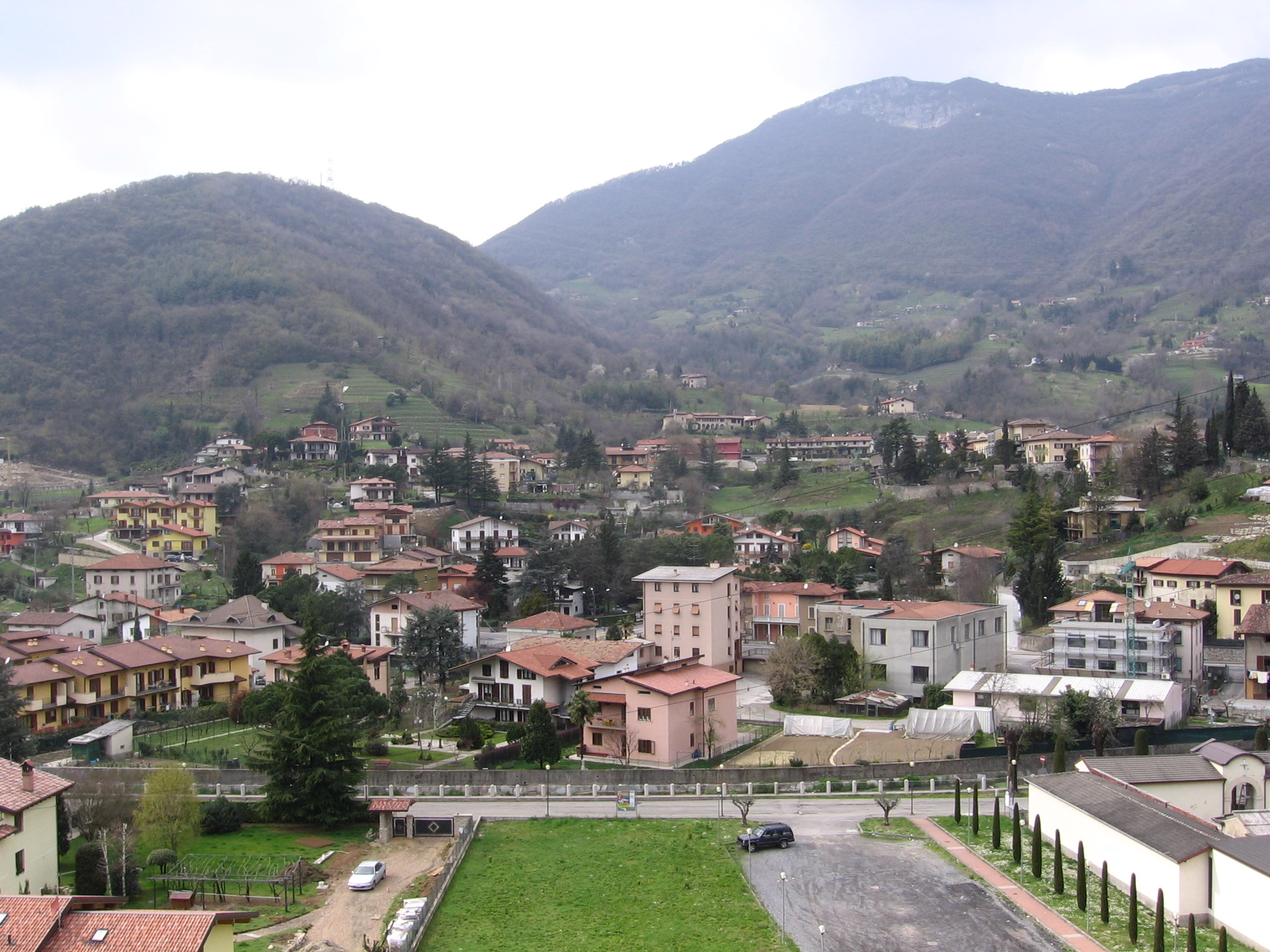
Blick auf Borgo di Terzo